# Lars Tietje

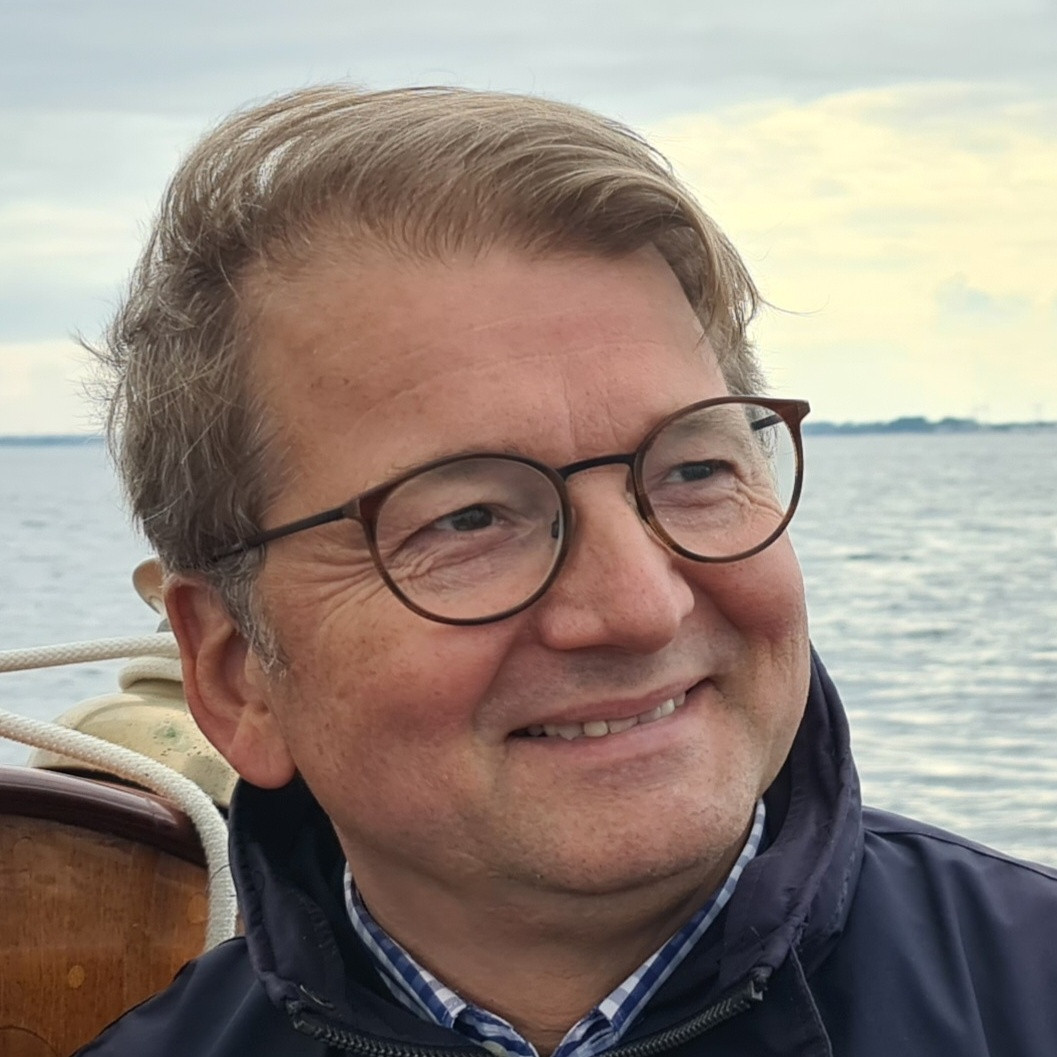
Lars Tietje (2022)

Lars Tietje (* 23. Juli 1967 in Celle) ist ein deutscher Kulturmanager und Theaterintendant.

## Leben
Tietje wuchs in Duderstadt auf. Er studierte an der Hochschule für Musik und Theater Hamburg sowie an der Universität Hamburg Musik (Hauptfach Klavier bei Gudrun Jalass und Marian Migdal), Evangelische Theologie, Dirigieren bei Klauspeter Seibel, Korrepetition bei Irving Beckmann und Kulturmanagement u. a. bei Peter Ruzicka, Hermann Rauhe, Joachim Benclowitz, Manfred Lahnstein.

## Berufliche Stationen

### Kölner Oper und Staatstheater Kassel
Von 1996 bis 2001 arbeitete er im Künstlerischen Betriebsbüro und der Operndirektion der Kölner Oper unter Intendant Günter Krämer und den Operndirektorinnen Irmgard Röschnar (bis 1998), Karen Stone (1998–2000) und Anette Berg (ab 2000) u. a. als Leiter des Künstlerischen Betriebsbüros und Produktionsleiter. Von 2001 bis 2004 war er Künstlerischer Betriebsdirektor und Chefdisponent sowie stellvertretender Intendant in künstlerischen Angelegenheiten am Staatstheater Kassel unter Intendant Christoph Nix.

### Theater Nordhausen und Thüringer Schlossfestspiele Sondershausen
Von 2004 bis 2016 war er Intendant und alleiniger Geschäftsführer der Theater Nordhausen/Loh-Orchester Sondershausen GmbH. Unter seiner Leitung erreichte die GmbH die höchsten Besucherzahlen seit ihrer Gründung 1991 – bis zu über 105.000 Besucher je Spielzeit.
2006 gründete Tietje die Thüringer Schlossfestspiele Sondershausen, die seitdem jährlich, zunächst im Innenhof des Schlosses Sondershausen, später auch vor dem Schloss durch die Theater Nordhausen/Loh-Orchester Sondershausen GmbH veranstaltet werden. Er ist außerdem Mit-Initiator und Mitbegründer des Thüringer Opernstudios, ursprünglich eine Kooperation der Hochschule für Musik Franz Liszt Weimar, dem Theater Nordhausen, dem Theater Erfurt und dem Nationaltheater Weimar. Heute ist auch das Theater Altenburg-Gera (ehem. Theater und Philharmonie Thüringen) als Kooperationspartner beteiligt.

### Mecklenburgisches Staatstheater Schwerin
Von 2016 bis 2021 war er Generalintendant und (bis Ende 2020 alleiniger) Geschäftsführer der Mecklenburgisches Staatstheater GmbH mit Sitz in Schwerin. Mit seinem Amtsantritt fusionierten die ehemalige Mecklenburgisches Staatstheater Schwerin gGmbH (in der Trägerschaft der Landeshauptschaft Schwerin) mit dem ehemaligen Zweckverband Mecklenburgisches Landestheater Parchim (in Trägerschaft des Landkreises Ludwigslust-Parchim und der Stadt Parchim) zur heutigen Mecklenburgisches Staatstheater GmbH. Tietje gestalte neben den fusions- und trägerwechselbedingten Strukturveränderungen und Personalentwicklungen die künstlerische Weiterentwicklung v. a. von Musiktheater, Schauspiel, Ballett und dem Theater für Junges Publikum. Er öffnete die Schlossfestspiele Schwerin mit großem Publikumserfolg für die unterhaltenden Genres des Musiktheaters und führte die Schlossfestspiele außerdem parallel mit einer zusätzlichen jährlichen Schauspielproduktion zurück in den Innenhof des Schlosses Schwerin. Partizipation und Barrierefreiheit waren ein weiterer Schwerpunkt der Intendanz Tietje. Er stellte eine Leiterin für Theaterpädagogik, Vermittlung und Partizipation und eine Agentin für Diversität ein, erweiterte erheblich die Jugendclubs und andere theaterpädagogische Angebote und führte regelmäßig Vorstellungen und Theaterführungen mit Audiodeskription, Gebärdensprache usw. durch.
Im Januar 2018 geriet Lars Tietje in die Kritik, weil er im Vorfeld des jährlichen Theaterballs des Mecklenburgischen Staatstheaters „eigenmächtige politische Äußerungen“ im Rahmen des inszenierten Galaprogramms untersagte. Am 3. Juli 2019 gab er in einer Presseaussendung bekannt, dass er seinen Vertrag über die Laufzeit (Sommer 2021) hinaus nicht verlängern werde, da ihm die Rückendeckung fehle „für die von den Trägern angestoßenen Veränderungsprozesse hinsichtlich der Konsolidierungsvorgaben und der künstlerischen Weiterentwicklung“.

### Stadttheater Bremerhaven
Seit Beginn der Saison 2021/22 ist Lars Tietje Intendant des Stadttheaters Bremerhaven. Tietje, der sich gegen 40 Mitbewerber durchsetzen konnte, profiliert das Stadttheater als Theater in der und für die Stadt, öffnet das Theater weiter in die Stadtgesellschaft und entwickelt neue Spielorte und Formate, wie z. B. die seit 2023 vor dem Stadttheater in Kooperation mit benachbarten Kultureinrichtungen stattfindende „Sommerbühne“. Die Produktionen der vier Theatersparten (Musiktheater, Ballett, Schauspiel, Junges Theater) zeichnen sich durch hohe künstlerische Qualität aus. Die Niederdeutsche Bühne „Waterkant“, die seit über 50 Jahren im Kleinen Haus spielt, holt er wieder näher an das Theater. Die thematische und künstlerische Vielfalt spricht ein breites Publikum in der Stadt, im Umland und teilweise bis weit über Bremerhaven hinaus an. Uraufführungen und deutsche Erstaufführungen wie Missy Mazzolis Oper „Breaking the Waves“, „Doitscha“ von Adriana Alteras oder John von Düffels „Tartüff oder Der Geistige“ lenken überregional Aufmerksamkeit auf das Stadttheater Bremerhaven.
Tietje arbeitet außerdem als Coach.

## Persönliches
Tietje ist verheiratet und hat drei Söhne. Sein Bruder ist der Dirigent und Arrangeur Kai Tietje.

## Funktionen
- seit 2004 Mitglied der Intendantengruppe des Deutschen Bühnenvereins
- seit 2016 Mitglied des Urheberrechtsausschusses des Deutschen Bühnenvereins
- seit 2013 Beratender Intendant im Tarifausschuss des Deutschen Bühnenvereins und seit 2014 Mitglied der Kommission zur Verhandlung des Orchester-Tarifvertrags TVK
- 2006 bis 2016 Aufsichtsratsmitglied Thüringer Tourismus GmbH, Erfurt
- 2008 bis 2017 Aufsichtsratsmitglied Erlebnisbergwerk-Betreibergesellschaft mbH, Sondershausen
- 2009 bis 2014 Mitglied der I. Landesynode der Evangelischen Kirche in Mitteldeutschland sowie in der Kreissynode des Kirchenkreises Südharz
- 2010 bis 2016 Vorstandsmitglied der Sparkassenkunststiftung für den Kyffhäuserkreis
- 2012 bis 2016 Vorstandsmitglied der Sparkassenmuseumsstiftung für den Kyffhäuserkreis
- seit 2016 Mitglied im Verwaltungsrat der Versorgungsanstalt der deutschen Kulturorchester (VddKo) bei der Bayerischen Versorgungskammer